# ریبنیکی (ناحیه زنویمو)
ریبنیکی (به چکی: Rybníky) یک منطقهٔ مسکونی در جمهوری چک است که در ناحیه زنویمو واقع شده‌است. ریبنیکی ۸٫۴۲ کیلومتر مربع مساحت و ۴۲۳ نفر جمعیت دارد و ۲۴۲ متر بالاتر از سطح دریا واقع شده‌است.